# Agave × arizonica
Agave × arizonica là một loài thực vật có hoa lai ghép trong họ Asparagaceae. Loài này được Gentry & J.H.Weber mô tả khoa học đầu tiên năm 1970.

## Hình ảnh

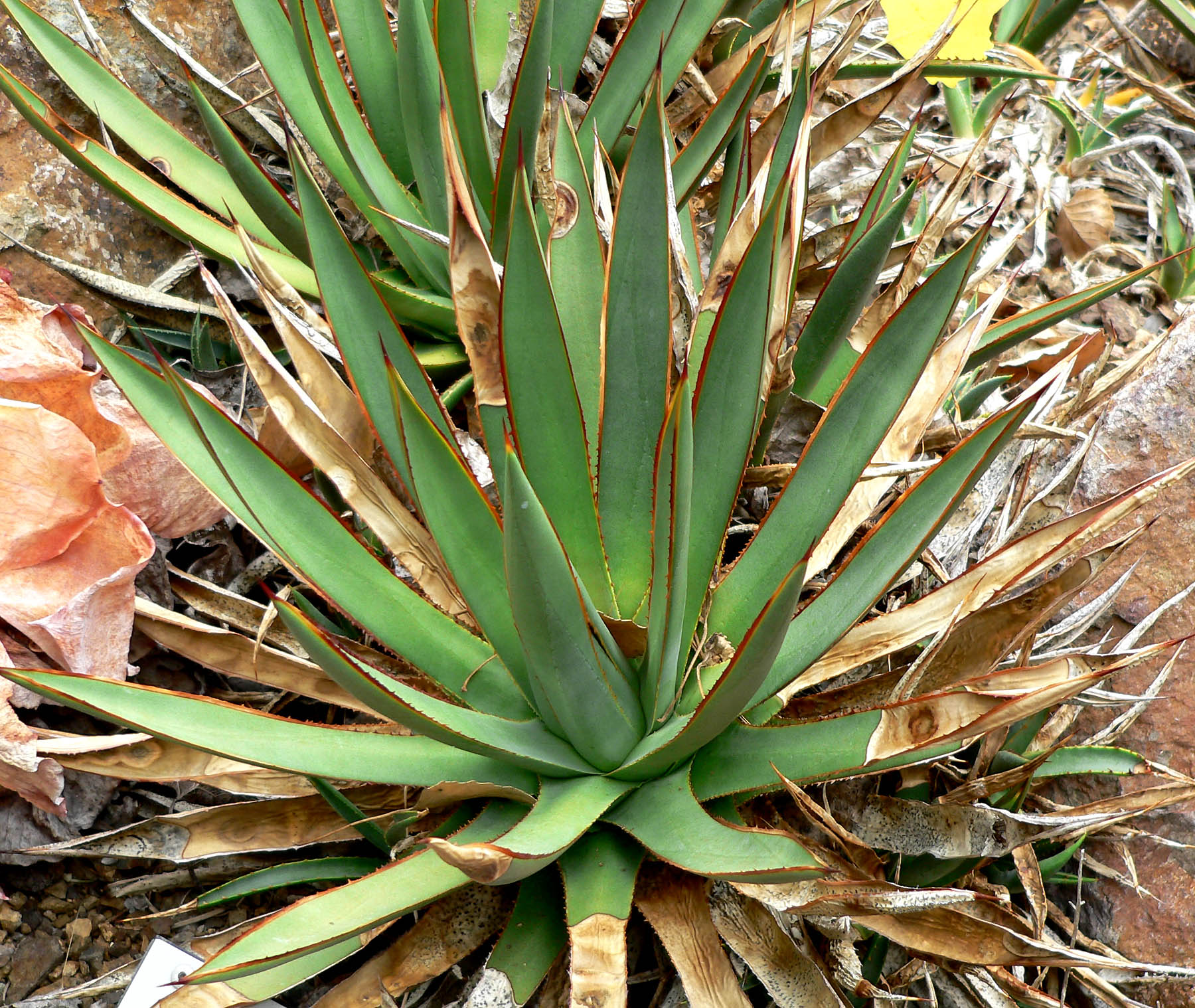
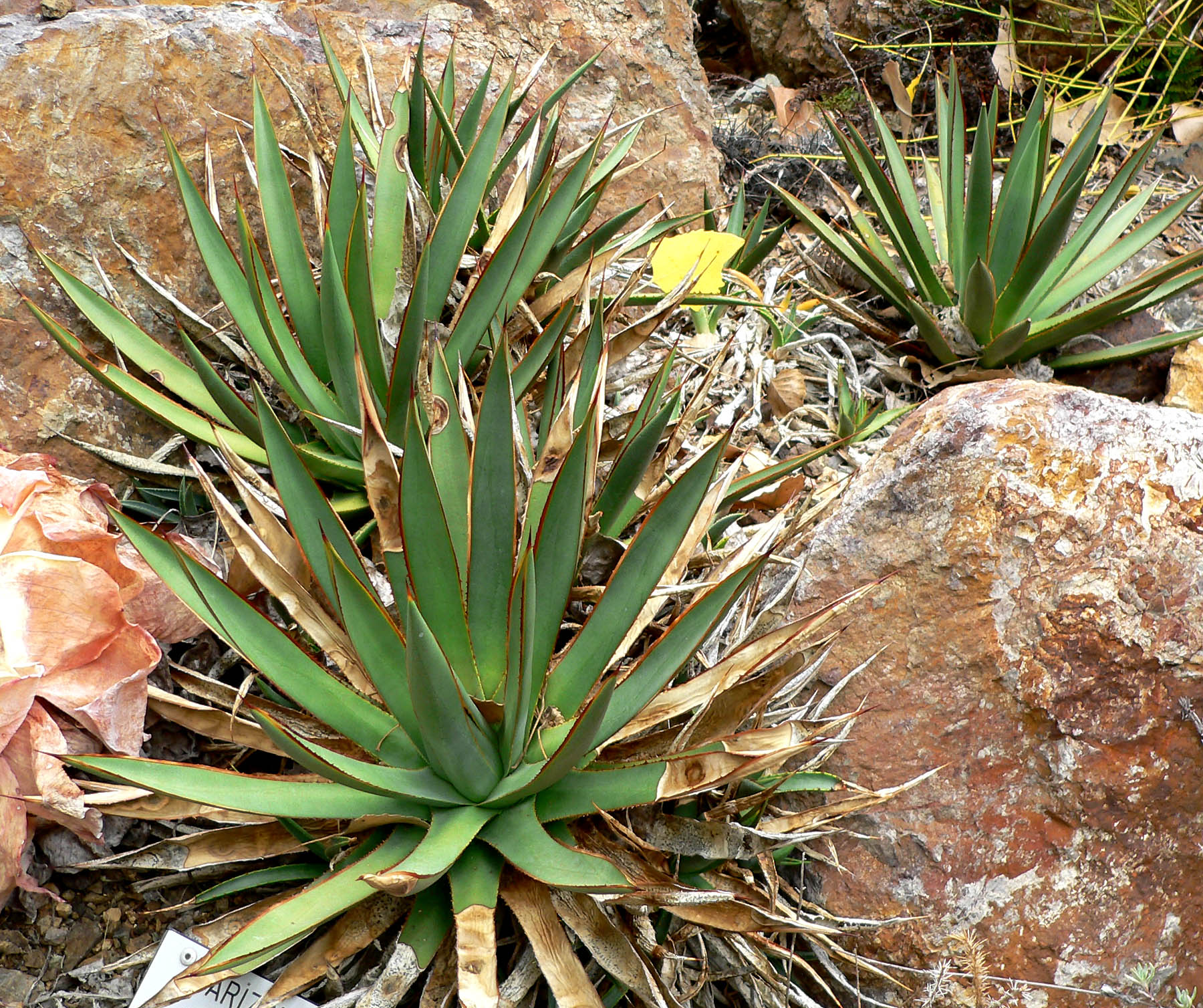
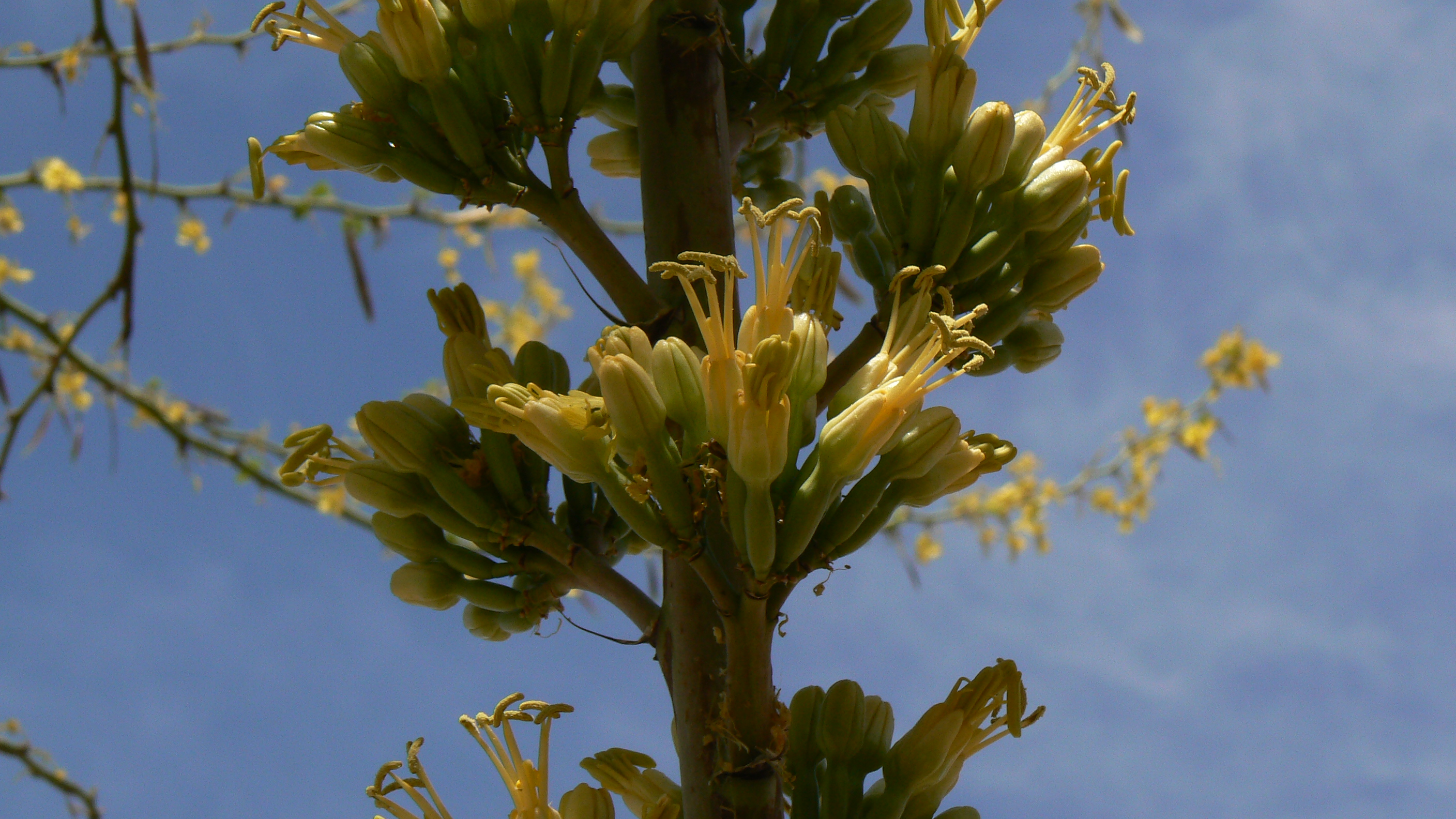
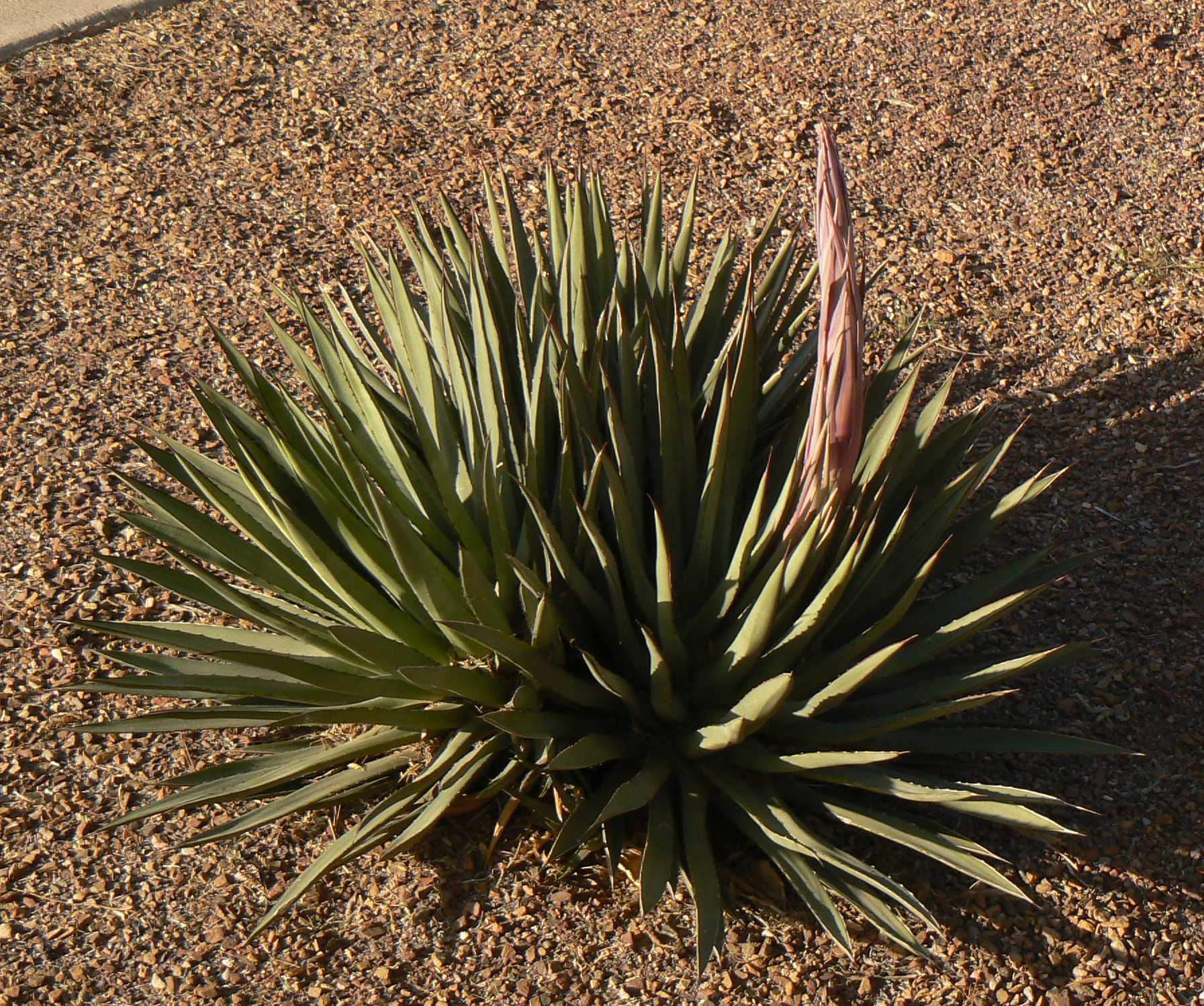